# Andrej Kvašňák
Andrej Kvašňák   (Košice, 19 de maig de 1936 - Praga, 18 d'abril de 2007) fou un futbolista eslovac de la dècada de 1960.
Fou 47 cops internacional amb la selecció txecoslovaca amb la qual participà en la Copa del Món de Futbol de 1962 i al de 1970.
Pel que fa a clubs, defensà els colors de Sparta Prague i Racing Mechelen.